# 埃米莉·阿姆斯特朗 (游泳运动员)
埃米莉·阿姆斯特朗（英語：Emily Armstrong，2000年9月10日—），加拿大花样游泳运动员。她曾代表加拿大参加2019年泛美运动会花样游泳比赛，获得一枚金牌。她也曾参加2020年夏季奥运会。